# Ixora thwaitesii
Ixora thwaitesii är en måreväxtart som beskrevs av Joseph Dalton Hooker. Ixora thwaitesii ingår i släktet Ixora och familjen måreväxter. Inga underarter finns listade i Catalogue of Life.